# Atherurus macrourus
Atherurus macrourus är en däggdjursart som först beskrevs av Carl von Linné 1758.  Atherurus macrourus ingår i släktet kvastpiggsvin och familjen jordpiggsvin. IUCN kategoriserar arten globalt som livskraftig. Inga underarter finns listade.

## Utseende
Arten har liksom det andra kvastpiggsvinet en ganska smal kropp. Den blir 36,5 till 60 cm lång och väger 1,0 till 4,3 kg. Kroppen är täckt av päls och av många mer eller mindre stela taggar. Taggarna är mjukast på buken, på huvudet och på extremiteterna. De kan vara upp till 10 cm långa och de stela taggarna är avplattade med rännor på ovansidan. Pälsen har på ryggen en svartbrun till grå färg medan buken är ljusgrå till ljusbrun. Namnet kvastpiggsvin syftar på en tofs av borstiga hår vid svansens spets som påminner om en kvast. Huvudet kännetecknas av små ögon och små avrundade öron.
Mellan taggarna på stjärten förekommer borstiga hår med en fjällig yta. När dessa hår skakas framkallas ett skramlande ljud som är en varningssignal.

## Utbredning och habitat
Piggsvinet förekommer i Sydostasien från nordöstra Indien (Assam) och sydöstra Kina till Malackahalvön och Vietnam. Arten vistas främst i låglandet och hittas där i tropiska regnskogar och andra skogar.

## Ekologi
En flock består vanligen av ett föräldrapar och deras ungar från olika kullar. Kullens storlek varierar allmänt mellan fyra och åtta individer. Flocken vilar tillsammans på dagen i en självgrävd underjordisk hålighet med en tunnel som kan vara 3,5 meter lång. Boet fodras med gräs innan nya ungar föds. Under natten letar de vuxna individerna och de äldre ungarna ofta ensam efter föda. De kan vandra upp till 15 km vid dessa tillfällen. Födan utgörs främst av växtdelar som rötter, rotfrukter, bark, unga växtskott, grönsaker och frukter som hittas på marken. I mindre mått äter arten insekter och kadaver.
Med hjälp av taggarna har bra förmåga att försvara sig mot fiender. Trots allt faller några individer offer för större kattdjur, större hunddjur och större ugglor.
I kyligare regioner sker parningen bara under årets varma årstider och i andra områden kan honan para sig hela året. Antalet kullar per år kan vara ett eller två och per kull föds upp till två ungar. De är ganska bra utvecklade och kan öppna sina ögon kort efter födelsen. Ungarna diar sin mor upp till två månader och de blir könsmogna under andra levnadsåret. Hos de äldre ungarna deltar även fadern i uppfostringen. Livslängden antas vara lika som hos andra jordpiggsvin, alltså cirka 15 år i naturen och upp till 23 år i fångenskap.